# Odinofàgia
L'odinofàgia és el terme mèdic per a descriure el símptoma consistent en un dolor de gola produït en empassar. La intensitat del dolor pot anar des de lleu fins a tan sever que els pacients ni tan sols poden empassar-se la seva pròpia saliva. Depenent de la intensitat, pot arribar a produir disfàgia.
Les causes més freqüents de l'odinofàgia són infeccions de la gola com l'amigdalitis o la faringitis, infeccions pel fong Candida, herpes o citomegalovirus, o la ingesta de substàncies càustiques o medicaments agressius. A més, com a causa es poden trobar afeccions dentals tals com pericoronitis, estomatitis i cirurgies de tercers molars, per exemple.